# Torneo Internacional Challenger Leon 2002
Il Torneo Internacional Challenger Leon 2002 è stato un torneo di tennis facente parte della categoria ATP Challenger Series nell'ambito dell'ATP Challenger Series 2002. Il torneo si è giocato a León in Messico dal 1 al 7 aprile 2002 su campi in cemento.

## Vincitori

### Singolare
Alexander Waske ha battuto in finale  Ivo Heuberger con il punteggio di 7–6(7), 6(10)–7, 6–2

### Doppio
Noam Behr /  Ota Fukárek hanno battuto in finale  Yves Allegro /  Alexander Waske con il punteggio di 7–6(6), 6–3